# Sturmgeschütz-Brigade 249
De Sturmgeschütz-Abteilung 249 / Sturmgeschütz-Brigade 249 / Heeres-Sturmgeschütz-Brigade 249  / Heeres-Sturmartillerie-Brigade 249 was tijdens de Tweede Wereldoorlog een Duitse Sturmgeschütz-eenheid van de Wehrmacht ter grootte van een afdeling, uitgerust met gemechaniseerd geschut. Deze eenheid was een zogenaamde Heerestruppe, d.w.z. niet direct toegewezen aan een divisie, maar ressorterend onder een hoger commando, zoals een legerkorps of leger.
Deze Sturmgeschütz-eenheid kwam in actie aan het oostfront gedurende zijn hele bestaan. Heel lang was de inzet in de zuidelijke sector, maar vanaf medio 1944 volgde inzet in de centrale sector. De eenheid eindigde de oorlog tijdens de gevechten om Berlijn.

## Krijgsgeschiedenis

### Sturmgeschütz-Abteilung 249
Sturmgeschütz-Abteilung 249 werd opgericht in Jüterbog op 10 januari 1942. Al op 17 februari werd de Abteilung op de trein geladen en de eindbestemming was de Krim in de buurt van Feodosija. Daar was de Abteilung in actie vanaf 14 maart 1942 en deze gevechten duurden tot eind april. Van 8 tot 20 mei 1942 nam de Abteilung succesvol deel aan Operatie Trappenjagd. Eind juli volgde na een lange rustpauze een transport naar Stantsiya Uspenskaya, ten noorden van Taganrog. Met het 17e Leger rukte de Abteilung via Rostov op richting Krasnodar, Krymskaya en Novorossiejsk. In dit gebied bleef de Abteilung tot begin 1943 de Sovjets weer oprukten en de Duitser het Koebanbruggenhoofd vormden. In dit bruggenhoofd was de Abteilung een van de steunpilaren voor de infanterie. Deze gevechten duurden tot begin oktober, toen het 17e Leger geëvacueerd werd naar de Krim. Begin 1944 was de Abteilung ten slotte deel van het 3e Pantserkorps tijdens de ontzettingspoging van de Korsun-pocket.
Op 14 februari 1944 werd de Abteilung omgedoopt in Sturmgeschütz-Brigade 249.

### Sturmgeschütz-Brigade 249
De omdoping in Sturmgeschütz-Brigade betekende echter geen organisatorische verandering, de samenstelling bleef gelijk.
Op 10 juni 1944 werd de brigade omgedoopt in Heeres-Sturmgeschütz-Brigade 249.

### Heeres-Sturmgeschütz-Brigade 249
Ook nu betekende de omdoping geen organisatorische verandering, de samenstelling bleef opnieuw gelijk. In juni/juli 1944 stond de brigade onder bevel bij het 4e Pantserleger bij Lemberg en medio juli was de brigade toegevoegd aan het 13e Legerkorps. Met dit korps werd de brigade meteen daarna ingesloten en grotendeels vernietigd. Slecht een deel van de manschappen kon ontkomen, maar alle voertuigen waren verloren gegaan.
De brigade werd kort daarop herbouwd en vrijwel meteen weer naar het oostfront teruggebracht, nu naar het 2e Leger, langs de Narew. Daar bleef de brigade tot het begin van het Sovjet winteroffensief medio januari 1945 en werd daarna tot de terugtocht gedwongen richting West-Pruisen. Een deel (1 batterij) werd naar het noorden geduwd en belandde in de Heiligenbeil-pocket. Nadat al de Sturmgeschützen verloren waren gegaan werd het resterende materieel afgegeven aan de Heeres-Sturmgeschütz-Brigade 277 en werd het personeel naar Danzig overgebracht en vandaar per schip naar Duitsland. De rest van de brigade trok over land terug naar het westen.
Op 12 februari 1945 werd de brigade omgedoopt in Heeres-Sturmartillerie-Brigade 249.

### Heeres-Sturmartillerie-Brigade 249
Op dit moment veranderde de samenstelling nog niet. Eind maart 1945 werd de brigade weer samengevoegd in Potsdam-Krampnitz. Hier werd ook een Grenadier-Begleit-Batterie toegevoegd.
De brigade nam medio april zijn nieuwe Sturmgeschützen af op het terrein van producent Alkett in Berlijn. Op 20 april vertrok vandaar de 1e Batterij naar de 4. SS-Polizei-Panzergrenadier-Division die ten noorden van Berlijn vocht. En op 21 april vertrok van Alkett uit de staf + 2e Batterij naar Berlin-Weißensee en de volgende dag de 3e Batterij ook daarheen. De daaropvolgende week werd gevochten in Berlijn. Op 3 mei volgde een uitbraakpoging uit het ingesloten Berlijn. Een groep met de laatste drie Sturmgeschützen, liep vast en werd door de Sovjets krijgsgevangen gemaakt. De ander groep, met de commandant Hauptmann Jaschke erbij, lukte het wel, bereikte de Elbe en gaf zich over aan de Amerikanen.

### Einde
De Heeres-Sturmartillerie-Brigade 249 capituleerde begin mei 1945 aan de Elbe aan Amerikaanse troepen.

## Samenstelling
- Staf
- 1e Batterij
- 2e Batterij
- 3e Batterij
- Begleit-Grenadier-Batterie, ofwel een compagnie begeleidingssoldaten, vanaf 12 februari 1945

## Commandanten
| Rang      | Naam            | Begin           | Eind            |
| --------- | --------------- | --------------- | --------------- |
| Major     | Kurt Schäff     | 10 januari 1942 |                 |
| Major     | Kurt Schäff     | augustus 1943   |                 |
| Major     | Rudolf Kranz    | 1944            | 25 oktober 1944 |
| Hauptmann | Wilhelm Lechens | 25 oktober 1944 | 10 januari 1945 |
| Hauptmann | Herbert Jaschke | 10 januari 1945 | begin mei 1945  |